# Kelso (Washington)
Kelso ist der County Seat des Cowlitz County im Süden des US-amerikanischen Bundesstaates Washington. Die Stadt hat 12.720 Einwohner (Stand: 2020) und befindet sich östlich von Longview.

## Geschichte
Die ersten bekannten Bewohner des heutigen Stadtgebietes waren die Cowlitz-Stammes. Im Jahr 1855 zählten die Europäer hier über 6000 Indianer.
Gegründet wurde die Stadt 1884 von Peter W. Crawford, der sie nach seiner Heimatstadt Kelso in Schottland benannte. In den frühen Jahren erhielt die Stadt den Spitznamen Little Chicago, da es eine hohe Dichte an Lokalen und Bordellen gab. Am Wochenende wurde die Stadt von den Holzfällern der Region für Frauen, Alkohol und Glücksspiel aufgesucht.

## Geografie
Kelso liegt am Interstate 5 48 Meilen nördlich von Portland und 125 Meilen südlich von Seattle. Bis zum Pazifischen Ozean sind es 80 Meilen.

## Demografische Daten
Bei der Volkszählung 2000 hatte Kelso 11.895 Einwohner, die sich auf 4.616 Haushalte und 2.991 Familien verteilten.
| Altersgruppe | Anteil in % |
| ------------ | ----------- |
| <18          | 28,3        |
| 18–24        | 10,5        |
| 25–44        | 29,0        |
| 45–64        | 19,8        |
| ≥65          | 12,3        |